# هسته زردآلو
«هسته زردآلو» یا «سنگ زردآلو» (انگلیسی: Apricot Stone) ترانه‌ای از هنرمند ارمنستانی اوا ریواس است. این ترانه نماینده ارمنستان در مسابقه آواز یوروویژن ۲۰۱۰ بود.